# Arménie (provincie)

Římská provincie Arménie roku 117

Arménie, latinsky Armenia, arménsky Հայաստան, řecky Αρμενίας, byla provincie Římské říše, která existovala jen krátce v letech 114–118. Rozkládala se na území dnešních států Arménie, Gruzie, Ázerbájdžán a Turecko. Vznikla z územní kořisti, již získal císař Traianus na úkor Parthské říše při svém tažení na východ (stejně jako provincie Mezopotámie a Asýrie). Jeho nástupce Hadrián se ale ihned po nástupu na trůn všech takto dobytých území vzdal a vrátil hranici říše na Eufrat - proto provincie tak rychle zanikla.
Hadrián se poté pokusil v Arménii vytvořit klientský stát, do jehož čela dosadil Parthamaspata. Ten byl ale brzy poražen Parthy a uprchl k Římanům, kteří mu jako útěchu poskytli spoluvládu nad Osroené. Římané kontrolu znovu obnovili, ale už Arménii nikdy plně neanektovali, snažili se udržet na jejím území klientský stát, což se jim v éře Parthů dařilo, po nástupu perských Sásánovců už se však vládci nové Východořímské (byzantské) říše roku 363 rozhodli větší část (více než čtyři pětiny) Arménie této nové mocnosti přepustit (tzv. Persarmenia). Byzanci zbyla jen tzv. Malá Arménie (Armenia Minor, P'ok'r Hayk') s hlavním městem Melid (Melitene). Císař Theodosius I. ji rozdělil do dvou provincií: Armenia Prima s hlavním městem Sebasteia (dnešní turecký Sivas) a Armenia Secunda s hlavním městem Melid. V roce 536 nová reforma dala vzniknout provinciím Armenia I, Armenia II, Armenia III a Armenia IV. V roce 591 smlouva mezi sásánovským velkokrálem Husravem II. a císařem Maurikiem vrátila většinu Persarménie zpět Byzantské říši. Po zahájení muslimských výbojů však zůstala v byzantských rukou pouze západní část Arménie, z níž byla vytvořena thema Armeniakon. Byzantinci se do oblasti vrátili až na počátku 10. století. V první polovině 11. století, za Basila II. a jeho nástupců, se většina Arménie dostala pod přímou byzantskou kontrolu, která trvala až do bitvy u Mantzikertu v roce 1071, kdy celá Arménie připadla Seldžukům.